# Горго дела Кјеза (Тревизо)
Горго дела Кјеза је насеље у Италији у округу Тревизо, региону Венето.
Према процени из 2011. у насељу је живело 1618 становника. Насеље се налази на надморској висини од 8 м.